# Asio (zoologia)
Asio Brisson, 1760 è un genere di uccelli della famiglia degli Strigidi.

## Specie
Il genere comprende le seguenti specie:
- Asio stygius (Wagler, 1832) - Gufo dello Stige
- Asio otus (Linnaeus, 1758) - Gufo comune
- Asio abyssinicus (Guérin-Méneville, 1843) - Gufo dell'Abissinia
- Asio madagascariensis (A.Smith, 1834) - Gufo del Madagascar
- Asio flammeus (Pontoppidan, 1763) - Gufo di palude
- Asio capensis (A.Smith, 1834) - Gufo di palude africano
- Asio clamator (Vieillot, 1807) - Gufo striato (da alcuni posto nei generi Pseudoscops o Rhinoptynx)

Sono riconosciute anche tre specie fossili:
- † Asio brevipes (risalente al Pliocene superiore della Formazione Glenns Ferry, ad Hagerman, USA);
- † Asio priscus[2] (risalente al Pleistocene superiore dell'isola di San Miguel e dell'isola di Santa Rosa, USA);
- † Asio ecuadoriensis[3] (risalente al Pleistocene superiore dell'Ecuador);

Il presunto gufo primitivo dell'Eocene superiore/Oligocene inferiore "Asio" henrici è stato riconosciuto come membro fossile dei barbagianni, del genere Selenornis. La specie "Asio" pygmaeus (spesso erroneamente pronunciato pigmaeus) non può essere assegnato ad un genere senza un ristudio del materiale. "Asio" collongensis (Miocene medio del Vieux-Collonges, Francia) è ora inserito nel genere Alasio.